# Goldwasser

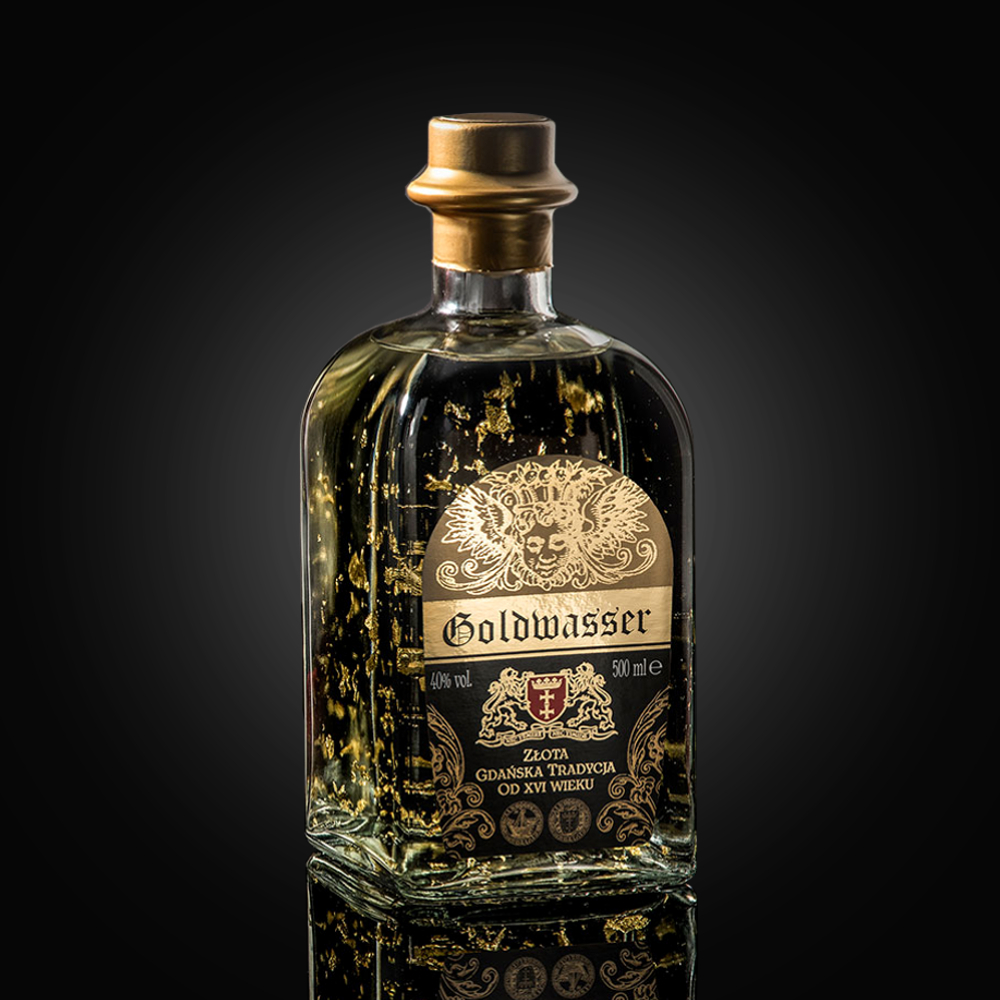
Goldwasser 500 ml

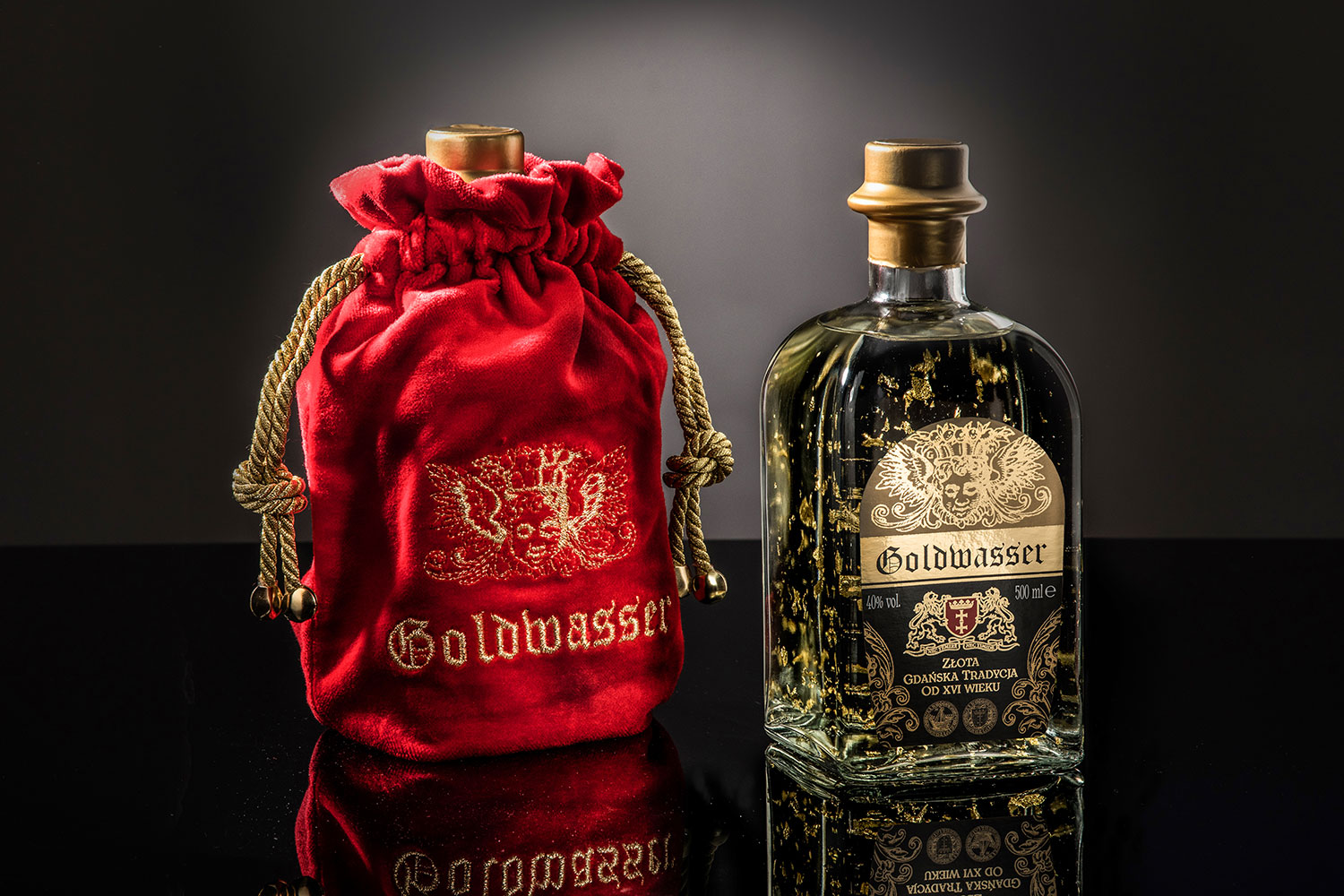
Goldwasser Red Sack

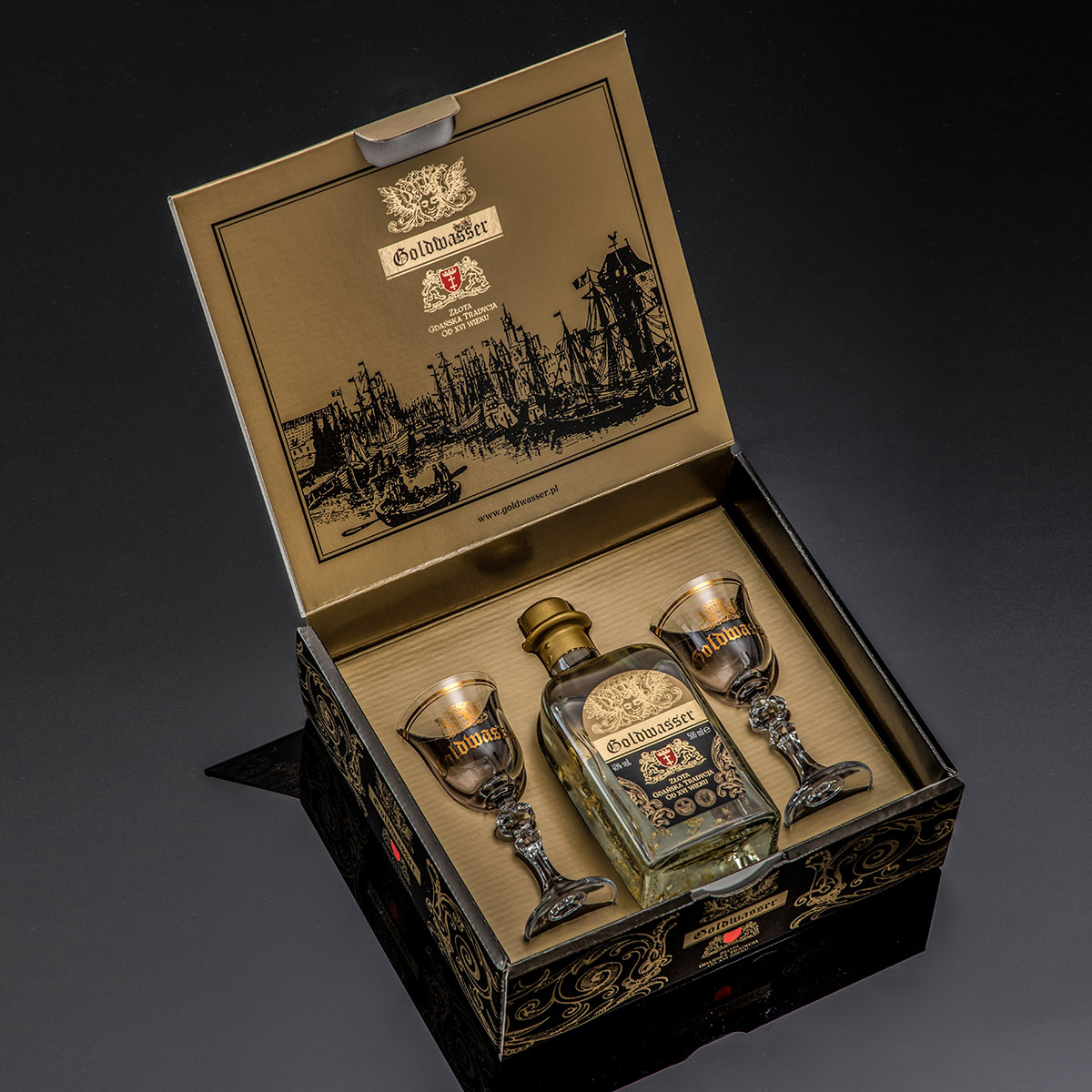
Goldwasser 500 ml z kieliszkami

Goldwasser (w tłumaczeniu z niemieckiego: złota woda), gdańska wódka, Danziger Goldwasser (złota woda gdańska) – mocny (minimum 38% alkoholu) likier ziołowo-korzenny wytwarzany w Gdańsku według pomysłu XVI-wiecznego uchodźcy religijnego (mennonity) z Lier, Ambrożego Vermoolena (lub Vermöllena), który wraz ze swoim majątkiem przywiózł z Niderlandów receptury nieznanych dotąd w Prusach likierów.
Według pierwotnej receptury był on oparty na mieszaninie dwudziestu ziół i przypraw orientalnych, między innymi rozmarynu, jałowca, goździków, cynamonu, lawendy, anyżu, kardamonu, kurkumy, kolendry, macierzanki. Charakterystyczną cechą tego trunku są drobne płatki 22- lub 23-karatowego złota, które są rozproszone w tym alkoholu. Wielbicielami trunku byli, między innymi, car Rosji Piotr I, król Francji Ludwik XIV i caryca Rosji Katarzyna Wielka. Napój został wspomniany w epopei Pan Tadeusz Adama Mickiewicza, a Jerzy Samp w Bedekerze gdańskim przytoczył legendę, zgodnie z którą do powstania wódki przyczynili się gdańszczanie zapychający złotymi monetami fontannę Neptuna. Nagromadzony kruszec spowodował uszlachetnienie wody i jej przemianę w wódkę, a przetworzenia monet w płatki złota dokonał swoim trójzębem Neptun z fontanny.
W czasie walk o Gdańsk w 1945 budynek, w którym produkowano Goldwasser, został zniszczony, a jego właściciele wywieźli receptury do Niemiec.
W czasach PRL trunek wytwarzał Polmos w Starogardzie Gdańskim. Następnie produkcję przeniesiono do Poznania, gdzie w 2008 zmieniono tradycyjny wzór etykiety i kształt butelki. W czerwcu 2009 wstrzymano produkcję likieru w Polsce, zachowując jednak prawa do znaku towarowego. Obecnie likier wytwarzany jest wyłącznie w Niemczech, jako Danziger Goldwasser, lub na zamówienie gdańskiej restauracji „Goldwasser” przy Długim Pobrzeżu. Właścicielem oryginalnej receptury jest Graf von Hardenberg, właściciel fabryki likierów w Niemczech (Hardenberg Wilthen AG).
Znane są również likiery ziołowe z płatkami złota i zawierające w nazwie słowo „Goldwasser” produkowane przez inne firmy, na przykład:
- Premier Goldwasser, wytwarzany na Węgrzech w latach 30. XX wieku przez firmę Zwack[7]
- Schwabacher Goldwasser(inne języki), tradycyjny trunek ze Schwabach
- Ambrosja Goldwasser, produkcji Komers International w Straszynie[3].